# Кристобаль Гомес де Сандоваль Рохас и де ла Серда
Кристобаль Гомес де Сандоваль-Рохас-и-де-ла-Серда, 1-й герцог Уседа, 1-й маркиз Сеа, 5-й маркиз Дения, кавалер Ордена Сантьяго (исп. Cristóbal Gómez de Sandoval y de la Cerda; 1581, Дения — 31 мая 1624, Алькала-де-Энарес) — испанский аристократ и политик. Он сменил своего отца, герцога Лерма, как фаворит Филиппа III.

## Биография

### Ранние годы
Старший сын и четвертый ребёнок Франсиско Гомеса де Сандовал-и-Рохаса, 1-го герцога Лерма (1553—1625), и Каталины де ла Серда (1556—1603), главной горничной королевы Маргариты Австрийской. Дата его рождения не совсем ясна, историки фиксируют ее между 1577 и 1581 годами; также нет единого мнения о месте его рождения. Его наставником и учителем был Хуан Баутиста Асеведо, впоследствии ставший епископом Вальядолида и президентом Королевского совета.
Он женился в 1597 году на Мариане де Падилья Манрике, дочери Мартина де Падилья Манрике (1540—1602), 1-го графа Санта-Гадеа и аделантадо Кастилии, и Луизе Манрике де Лара, 8-й графине Буэндиа. В браке было семеро детей, трое из которых достигли совершеннолетия:
- Луиза Гомес де Сандоваль-Рохас-и-Падилья (ок. 1598—1644), вышла замуж за Хуана Алонсо Энрикеса де Кабрера, 9-го адмирала Кастилии и 5-го герцога Медина-де-Риосеко
- Изабель Гомес де Сандоваль-Рохас-и-Падилья (ок. 1603—1658), вышла замуж за Хуана Тельес-Хирона, 4-го герцога Осуна, маркиза Пеньяфьеля и графа Уреньи.
- Франсиско Гомес де Сандоваль-Рохас-и-Падилья, 2-й герцог Лерма и Уседа (1598 — 13 ноября 1635), наследник титула, женился на Феличе Энрикес де Кабрера-и-Колонна, дочери адмиралов Кастилии и герцогов Медина-де-Риосеко.

В 1609 году он купил Уседу, а 16 апреля 1610 года получил от короля титул 1-го герцога Уседа. К тому времени он уже был герцогом Сеа и маркизом Бельмонте, помимо других титулов. Он унаследовал бы майорат Лермы, если бы не умер раньше своего отца.

### Влияние

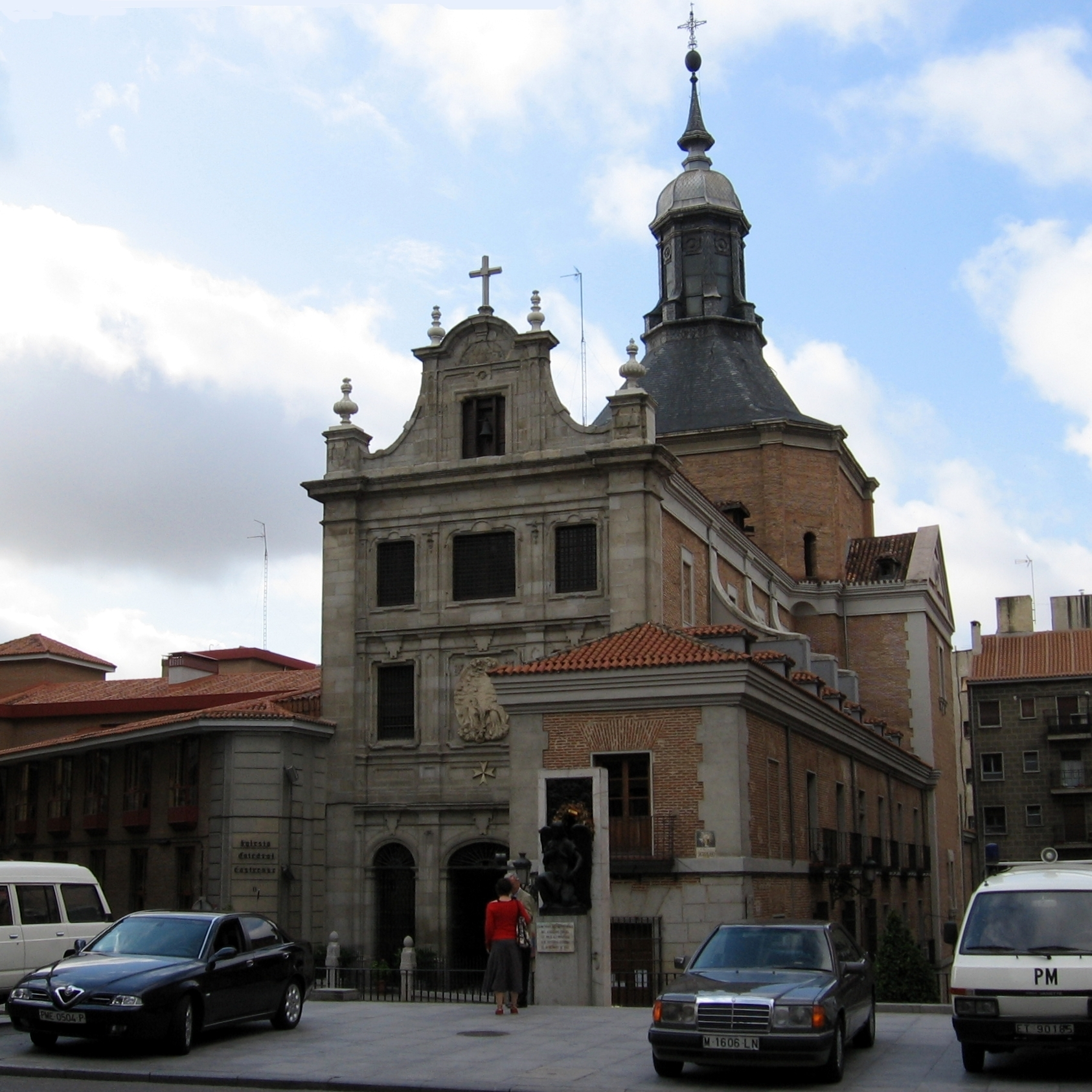
Церковь бывшего монастыря Сантисимо Сакраменто, основанного герцогом Уседа в 1615 году в Мадриде. В настоящее время это военная архиепископская церковь.

У семьи были давние традиции связи с испанским королевским домом, но большой социальный и политический подъем произошел благодаря поддержке отца Уседы, герцога Лерма. Первые придворные должности выполнял сын под покровительством отца. Он был менином принца Филиппа. Позже — по крайней мере, с 1612 года — он был дворянином палаты и главным майордомом принцессы Изабеллы и инфантов Карлоса, Фернандо и Марии (с 1615 года). В королевском доме он занимал две желанные профессии: корпусного сомелье и главного конюха.
Что касается должностей, то в 1603 году он начал свою карьеру при королевском дворе, когда был назначен генерал-капитаном от кавалерии, что повлекло за собой включение его в состав Военного совета. Мало-помалу он сделал брешь во дворе, где добился доверия короля, с целью вытеснить своего отца с должности фаворита. Причины можно проследить до влияния его двоюродного брата Педро Фернандеса де Кастро-и-Андраде, графа Лемоса, на его отца или отчуждения от отца после смерти его матери, Каталины де ла Серда. Для этого он присоединился к врагу своего отца, духовнику короля, отцу Луису де Альяге.
Карьера герцога Лерма идет на спад в 1618 году из-за его большой непопулярности, под давлением различных проблем, связанных с коррупцией и семейными спорами, чтобы получить доступ к власти, чтобы избежать юридических проблем, которые он получил от папы Павла V 26 марта шляпу кардинала как кардинала Святого Сикста, что означало отстранение от дворцовых постов, а также принуждение короля воздать должное высокому положению в церкви. Окончательно его падение произошло 4 октября с требованием короля о его насильственном отходе в Лерму.
Герцог Уседа сменил своего отца на посту валидо, хотя у него была менее решающая роль, чем у его предшественника. Как и он, он закрепил за собой влиятельные придворные должности сомелье корпуса и главного конюшего, что гарантировало ему постоянный доступ к персоне монарха как внутри, так и за пределами дворца, хотя его обязанности в правительстве были гораздо более ограничены, чем он был раньше. принадлежал его отцу, как было записано в грамоте, адресованной Государственному совету 17 ноября 1618 года. Фактически он урезал координационную функцию Советов, которую выполнял действительный, в то же время, что он освободил Советы от обязанности информировать о действительном и, следовательно, о его представлении.
Во внутренней политике его правление имело тенденцию приносить пользу земельной знати, особенно для сохранения власти его семейного клана. Он не решил экономических проблем страны, унаследованных от его отца и являющихся следствием его стремления удовлетворить клику, жаждущую привилегий.
Во внешней политике он приказал терциям подавить чешское восстание, спровоцированное католической нетерпимостью Габсбургов, и приблизил положение короля к аннексии Португалии.
31 марта 1621 года Филипп III умер, его сын, уже король, Филипп IV приказал, чтобы герцог Уседа не помогал ему в одевании, которое он требовал как сомелье корпуса. Когда новый король согласился принять его, он приказал ему оставить должности и ключи от своего кабинета. Позже он организовал получение депеш Бальтасаром де Суньига-и-Веласко. За падением Уседы последовало лишение княжества Бизиньяно, изгнание от двора и отъезд в Уседу 23 апреля, и, наконец, в мае его арест в замке Торрехон-де-Веласко и вынесенный ему приговор со штрафом в размере двадцати тысяч дукатов за незаконные действия. Некоторые активы и доходы были конфискованы, когда его обвинили в коррупции. Позже он добился королевского помилования, пытаясь компенсировать его назначением вице-короля Каталонии. Однако новый суд привел его к заключению в тюрьму Алькала-де-Энарес, где он умер 31 мая 1624 года.

### Дворец Уседа

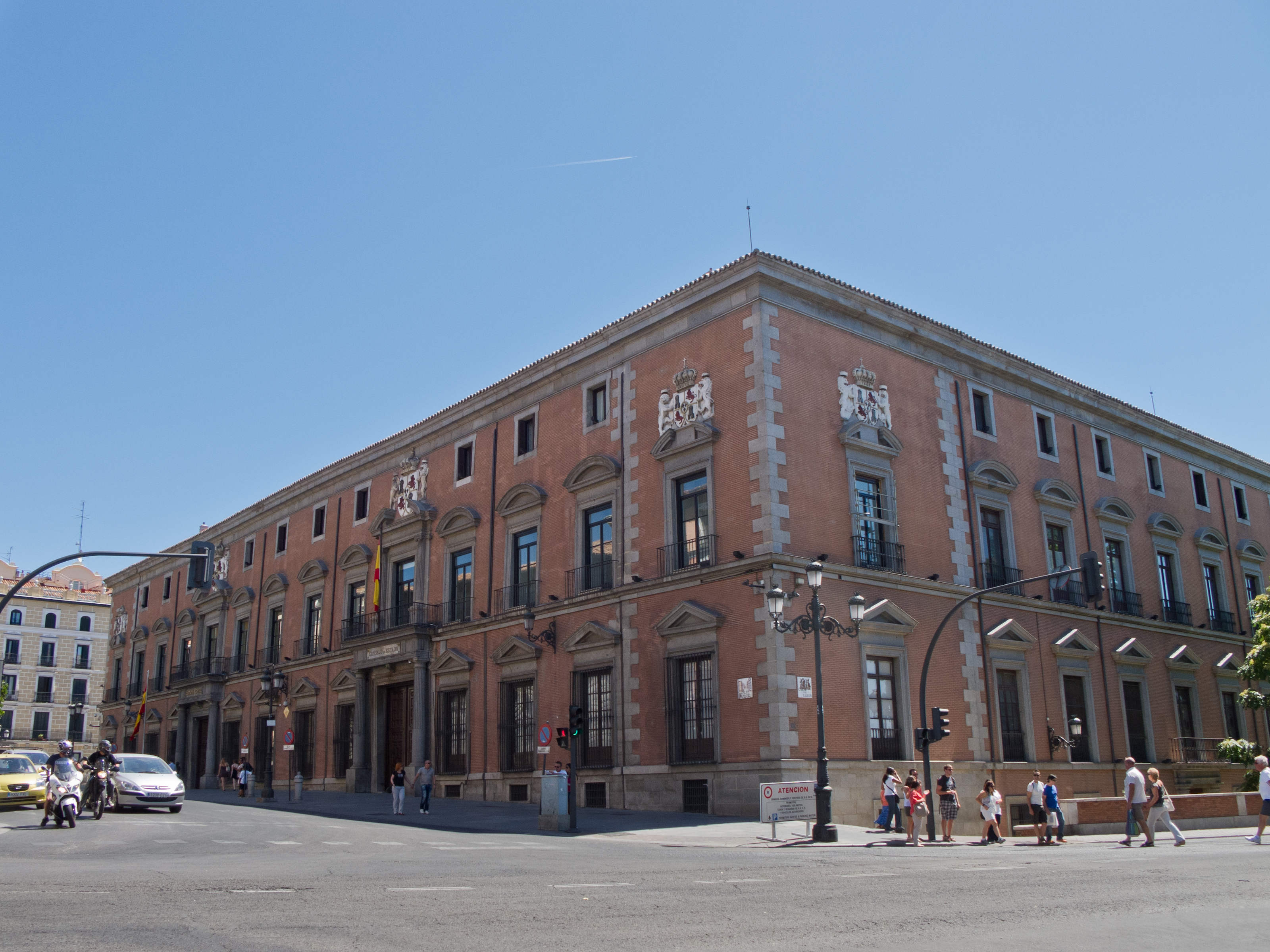
Паласио-де-Уседа или Паласио-де-лос-Консехос, расположенный на улице Калле Майор в Мадриде.

Одной из самых выдающихся работ его правительства было строительство Дворца Советов или Герцога Уседа, спроектированное Франсиско де Мора, хотя работами руководили Хуан Гомес де Мора и Алонсо Туррильо с 1608 по 1613 год.
Расположенный в самом сердце Мадрида-де-лос-Австрияс на улице Калле-Майор, на углу улицы Байлен, это представительное здание дворцовой архитектуры 17-го века. Это был Герцогский дворец Уседа, но когда он пал, он был приобретен короной как запасной ценз, и там жила и умерла королева-мать Марианна Австрийская, чей портрет в вдовьем головном уборе сохранился в одном из его номера.
В 1701 году, по прибытии Филиппа V в Мадрид, он решил убрать все офисы из Алькасара и перенести их во дворец Уседа, именуемый с тех пор Советами. В 1834 году все советы, кроме Государственного совета, были упразднены, и он разместился во дворце вместе с Верховным судом.
В настоящее время здесь находится Государственный совет.

## Титулы, ордена и должности

### Титулы
- 1-й герцог Уседа
- 1-й маркиз Сеа

### Ордена
- Орден Сантьяго
  -  Командор Орначоса
  -  Командор Караваки
  -  Командор Монреаля
  -  Командор Боланьоса
  -  Рыцарь

### Должности
- Сомелье королевского корпуса
- Главный королевский конюший
- Сомелье корпуса принца
- Старший майордом принца
- Старший конюший принца
- Дворянин королевской палаты
- Алькайд Альгамбры в Гранаде